# Головін Микола Антонович
Микола Антонович Головін (нар. 1906, місто Одеса, тепер Одеської області — 1964, місто Одеса) — український радянський партійний діяч, 2-й секретар Одеського обкому КП(б)У.

## Біографія
Народився в родині службовця-діловода. У 1919 році закінчив Одеське реальне училище. У травні 1920 — травні 1921 р. — робітник-вантажник Одеського міського споживчого товариства. У 1920 році вступив до комсомолу.
У травні 1921 — квітні 1922 р. — агент охорони при відділі дорожньо-транспортної Надзвичайної комісії (ЧК) на станції Бірзула Південно-Західної залізниці. У квітні 1922 — березні 1923 р. — політичний боєць 1-го батальйону Частин особливого призначення (ЧОП) в місті Одесі. У березні 1923 — листопаді 1926 р. — уповноважений Одеського міського кримінального розшуку.
У листопаді 1926 — вересні 1927 р. — інструктор Свердловського районного комітету комсомолу міста Одеси. У вересні 1927 — листопаді 1928 р. — секретар Одеського районного комітету комсомолу (ЛКСМУ). У 1928 році закінчив два курси вечірнього комуністичного університету при Одеському окружному комітеті КП(б)У.
У листопаді 1928 — грудні 1932 р. — токар контрольної майстерні Одеського заводу тракторних запасних частин і деталей «Червоний Профінтерн».
Член ВКП(б) з травня 1929 року.
У грудні 1932 — березні 1934 р. — секретар партійного осередку, голова заводського комітету Одеського заводу тракторних запасних частин і деталей «Червоний Профінтерн».
У березні 1934 — листопаді 1935 р. — помічник начальника Політичного відділу зернорадгоспу імені Луначарського на станції Мартинівській Південно-Західної залізниці Одеської області.
У листопаді 1935 — лютому 1936 р. — завідувач сектору Одеського обласного комітету ЛКСМУ. У 1936 році закінчив Одеський індустріальний інститут, здобув спеціальність інженера-механіка.
У березні 1936 — грудні 1937 р. — заступник начальника Політичного відділу зернорадгоспу імені Луначарського на станції Мартинівській Одеської області.
У грудні 1937 — квітні 1938 р. — 1-й секретар Вознесенського районного комітету КП(б)У Одеської області.
У квітні — червні 1938 року — інструктор відділу керівних партійних органів ЦК ВКП(б) у Москві.
7 червня — грудень 1938 року — 3-й секретар Одеського обласного комітету КП(б)У.
У грудні 1938 — березні 1941 р. — 2-й секретар Одеського обласного комітету КП(б)У. У квітні — жовтні 1941 р. — директор Одеського ремісничого училища № 2.
У листопаді 1941 — квітні 1942 р. — заступник директора з навчально-виробничої частини ремісничого училища № 7 при Кіровському авіаційному заводі № 32 у місті Кірові, РРФСР. У квітні 1942 — квітні 1944 р. — начальник цеху і заступник секретаря партійного комітету ВКП(б) Кіровського авіаційного заводу № 32. У квітні 1944 — грудні 1945 р. — секретар партійного комітету ВКП(б) Кіровського заводу № 324 Наркомату боєприпасів СРСР.
У грудні 1945 — серпні 1946 р. — директор навчального комбінату Ленінградської міської ради у місті Ленінграді. У серпні — жовтні 1946 р. — тимчасово не працював, проживав у місті Одесі.
З жовтня 1946 року — заступник начальника тресту «Чорномортехфлот» в Одесі. У квітні 1961 — квітні 1962 р. — заступник начальника управління з днопоглиблювальних і рефулерних робіт тресту «Чорноморгідробуд» в Одесі.
З квітня 1962 року — заступник директора Одеського кабельного заводу. Помер у 1964 році.